# 제1대 켈빈 남작 윌리엄 톰슨
제1대 켈빈 남작 윌리엄 톰슨(William Thomson, 1st Baron Kelvin, OM, GCVO, PRS, 1824년 6월 26일 ~ 1907년 12월 7일)은 아일랜드에서 태어난 영국의 수리물리학자이며 공학자이다. 글래스고 대학교에서 일하면서 전기와 열역학에 대한 많은 수학적인 분석을 했으며, 물리학을 오늘날의 형태로 정립한 중요한 공헌자이다. 그의 이름을 따서 지은 절대 온도의 단위 켈빈으로 더 잘 알려져 있다. 그의 다른 이름인 켈빈은 스코틀랜드의 글래스고 대학교의 캠퍼스 앞에 흐르던 강 이름인 켈빈 강을 따 남작 작위를 받으면서 지은 것이다. 이 작위는 세습 작위였으나, 톰슨이 평생을 독신으로 살았던 까닭에 그의 대에서 작위가 단절되었다. 그는 전자기학, 열역학, 지구물리학 등의 여러 분야에서 많은 업적을 남겼고, 그 중에서도 열역학 분야에 남긴 업적이 가장 크다.

## 생애

### 유년 시절

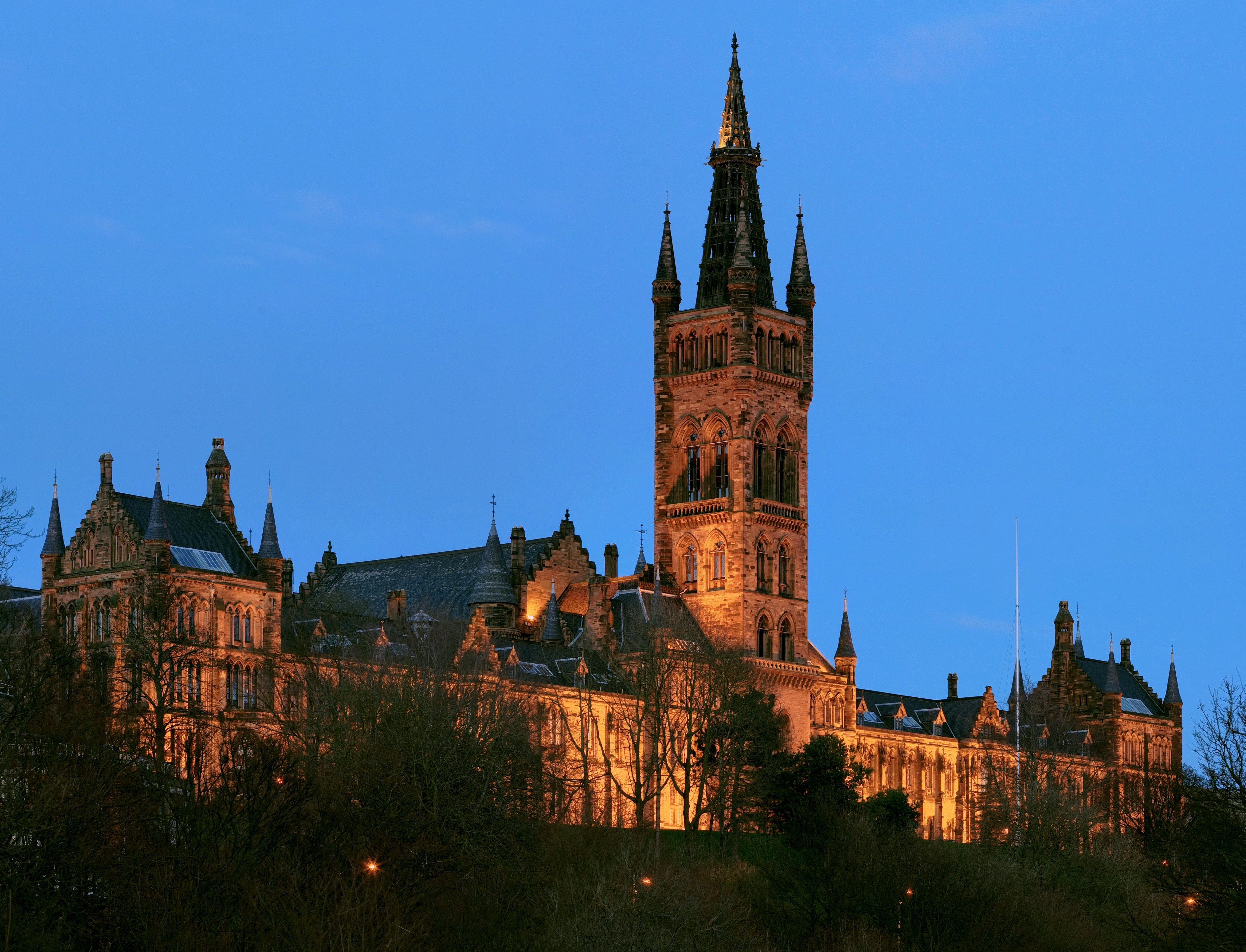
켈빈그로브 공원에서 본 글래스고 대학의 본관

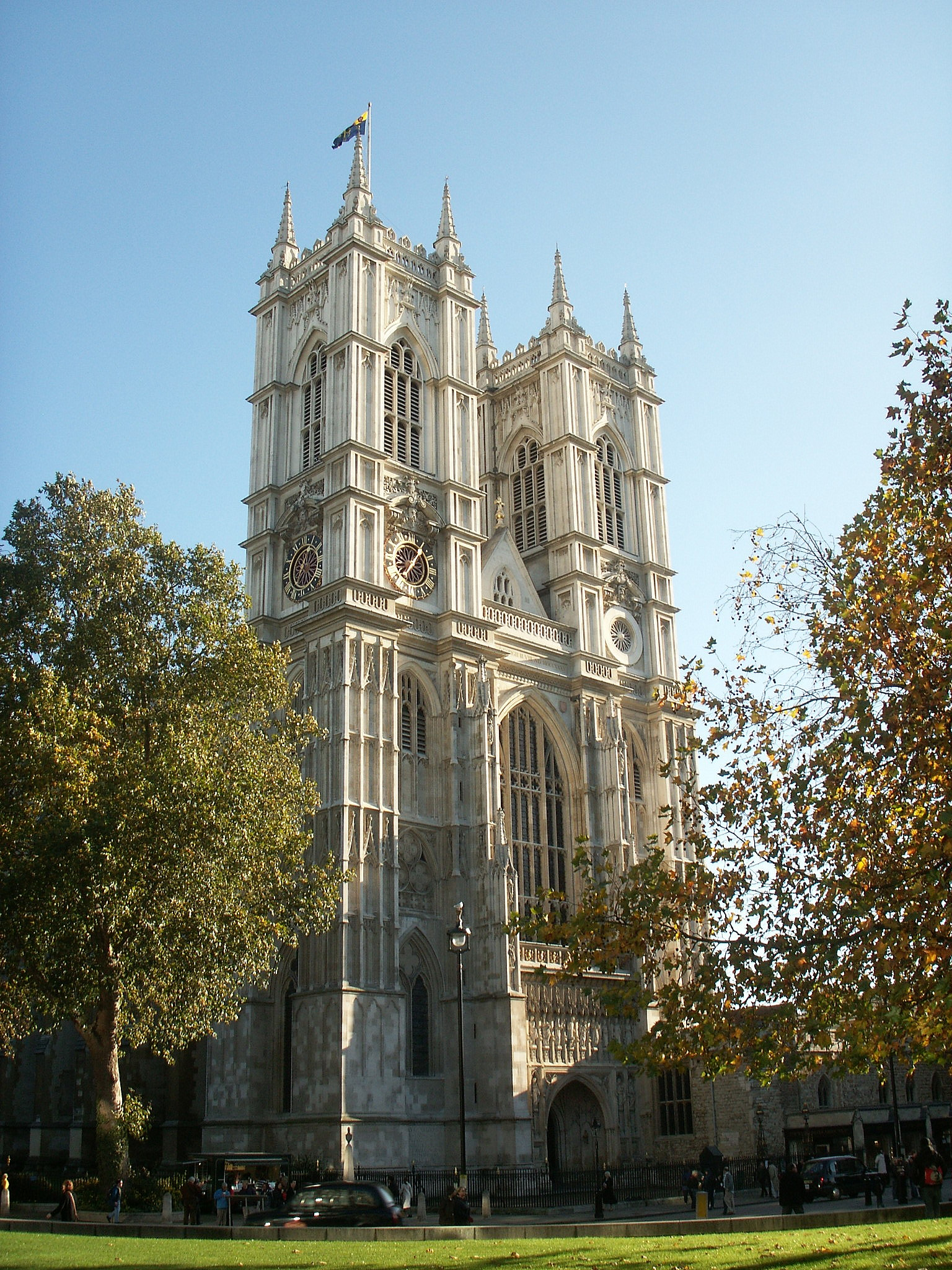
웨스트민스터 사원

윌리엄 톰슨은 아버지 제임스와 아주 친밀한 관계를 가지며 어릴 때부터 많은 가르침을 받았다. 10살이 되던 해 글래스고 대학교에 입학하여 교육을 받았다. 14살(1838년)부터는 천문학과 화학을 공부하였고, 열역학과 전자기학을 포함한 물리학도 공부하였다.

### 청년 및 중년
1841년 톰슨은 케임브리지 대학교 피터하우스 칼리지에 들어갔고, 동시에 그의 첫 번째 논문이 출판되었다. 1845년에 톰슨은 조지 그린의 연구 결과를 읽고 큰 영향을 받았다.
과학에 대한 프랑스적 접근에 관심이 있던 그는, 프랑스 파리에 있는 앙리 빅터 레그노(Henri Victor Regnault)의 물리 연구소에서 일한다. 파리에서 톰슨은 또한 뤼빌과 만나서 의견을 교류하였기도 하였는데, 뤼빌의 제안으로 그는 패러데이, 쿨롱, 푸아송의 전기 이론을 통일하려고 시도한다. 1846년, 톰슨은 22세의 나이에 글래스고 대학교로 돌아와서 아버지의 도움으로 물리학 교수가 된다.
1848년 그는 열역학적 지식을 기반으로 '절대 온도' 개념을 제안한다. 지금 알려진 절대 온도는 에너지 보존의 개념이 자리 잡은 후에 다시 정확하게 정의되었지만, 그가 1848년에 처음으로 제안했기 때문에 이후 그의 이름을 딴 켈빈(K)이 단위로 지정되었다.
1851년에 그는 열역학 제2법칙을 공식화하였으며, 같은 해에 왕립학회 회원이 된다. 1852년에는 진공 속에서 기체가 팽창할 때 온도가 내려간다는 줄-톰슨 효과를 발견한다. 1862년, 그는 지구의 나이를 약 2000만년~4억년 정도로 예상한다.
1866년, 톰슨은 기사작위(Knight Bachelor)에 서임되었다.

### 노년과 죽음
1890년부터 1894년까지는 왕립학회 회장으로 취임하여 일한다. 1892년에는 남작으로 승작되었으며, 1904년에 모교인 글래스고 대학교의 총장에 취임한다. 1907년에 생을 마감하고, 웨스트민스터 사원에 묻혔다.

## 과학적 업적

### 전자기학
1842년, 케임브리지 대학교 재학 중이던 톰슨은 독자적인 연구를 시작했다. 이 해 발표한, 열의 분포와 정전기력의 분포의 비교 논문은, 전자기장과 비압축성 탄성체 사이의 유사점을 지적하고 있었다. 1845년의 논문에서는, 전자기 유도가 어떠한 매체에 의한다는 패러데이의 생각을 수학적으로 표현 하였다. 이것들은 후에 맥스웰에게 중대한 시사를 주었다.
1849년부터 10년간, 톰슨은 패러데이가 발견한 상자성과 반자성 및 그 이론을 일반화하기 위한 연구를 실시했다. 여기서 투자율과 자화율이라고 하는 개념을 도입해, 자석이 가지는 에너지를 나타내는 식을 이끌어냈다. 전기에서는, 전류가 흐르는 회로가 가지는 에너지를 나타내는 식을 얻고 1853년에 진동회로의 이론을 발전시켰다. 이것은 1857년에 실험으로 확인되었고 후에 헤르츠에 의해 전파를 발생시키는데 사용되었다.
1851년 베버가 국제단위계에서 전자기학의 확장을 제안했을 때 톰슨은 다니엘 전지에서의 기전력과 줄의 법칙의 계산을 실시했고, 또한 영국 학술 협회에 전자기 표준을 결정하도록 제안하기도 하였다.

### 열역학

클라우시우스 법칙에서 얻어낸 켈빈 법칙

1847년, 톰슨은 영국 과학 진흥 협회의 연례회의에 참석했다. 그 회의에서, 그는 제임스 프레스콧 줄이 열소설과 사디 카르노와 에밀 클라페롱의 열기관에 대해 비효율적인 연구를 하고 있다는 것을 깨달았다. 줄은 열과 기계적 일 사이의 상호적 변환 가능성과 기계적 동등성을 주장했다.
톰슨은 흥미를 느꼈지만 비판적이었다. 그는 줄의 결과가 이론적 설명을 필요로 한다고 느꼈다. 그는 얼음의 녹는점이 압력에 따라 감소할 것이라고 예상했고, 그렇지 않으면 빙결 팽창은 영구 기관으로 사용될 것이라 했다. 그의 실험실에서 이루어진 실험적 확인은 그의 믿음을 굳건하게 했다.
1848년, 그는 가스 온도계가 온도의 조작적 정의만을 제공한다는 것을 보완하는 과정에서 카르노-클라페롱 이론(Carnot–Clapeyron theory)을 확장시켰다. 그는 1도간의 간격이 물체의 온도 T와 상관없이 같은 양의 기계적 일을 주는 절대 온도 단위를 제안했다.
톰슨은 줄의 주목할 만한 발견에서 참고한 열소설(caloric theory)에 대한 의심의 첫 번째 발자취인 그의 출판물을 줄에게 보내지 않았다. 하지만 줄은 우연히 그것을 읽었고 톰슨에게 8월 6일 편지를 썼다. 그의 연구는 일로의 열의 변환에 대한 입증이지만 그는 추가 실험을 계획하고 있었다. 톰슨은 8월 27일에 답장을 했다. 그는 자신이 자신만의 실험을 계획하고 있다고 드러내고 그들의 두 관점을 조화시키기를 바랐다.
톰슨은 카르노의 출판물 비평으로 돌아와서 그의 분석을 읽었다. 그러나 그는 카르노의 이론에 불만족하고 줄의 것에 납득되었다. 1851년 2월, 그는 그의 새로운 생각을 표현하는데 주력했다. 그러나 그는 그의 이론을 어떻게 표현할지 불확실했고 논문은 그가 카르노와 줄을 조화시키는 시도를 할 때까지 여러 초안을 거쳤다. 그가 논문을 재작성하는 중, 열역학 제 2법칙에 대한 생각을 고민한 것으로 보인다. 카르노의 이론에서, 열을 잃는다는 것은 완전히 사라지는 것이다. 하지만 톰슨에 따르면 열은 사라지는 것처럼 보이지만 완전히 없어지는 것이 아니다. 더 나아가, 그의 이론적인 믿음은 열사에 대한 추측을 하게 했다.
마지막 출판물에서 톰슨은 열역학 제2법칙의 원리를 언급하였다.“온도가 일정한 하나의 열원으로부터 열을 취하여 이것을 전부 일로 바꾸고 그 외에 어떤 변화도 남기지 않도록 하는 것은 불가능하다.”
논문에서 톰슨은 열이 운동의 한 종류라는 이론을 지지했지만 그가 험프리 데이비 경과 줄과 율리우스 로베르트 폰 마이어의 실험에 영향을 받았다는 것은 인정했다.
줄은 이 논문을 읽자마자 톰슨에게 그의 논평과 질문들을 썼다. 줄이 실험을 지휘하고 톰슨은 결과를 분석한 뒤 다음 실험을 제시하는, 두남자의 생산적인 협력이 시작되었다. 협력은 1852년부터 1856년까지 지속되었다. 이것에서 줄-톰슨 효과가 발견되었다.

### 지구물리학

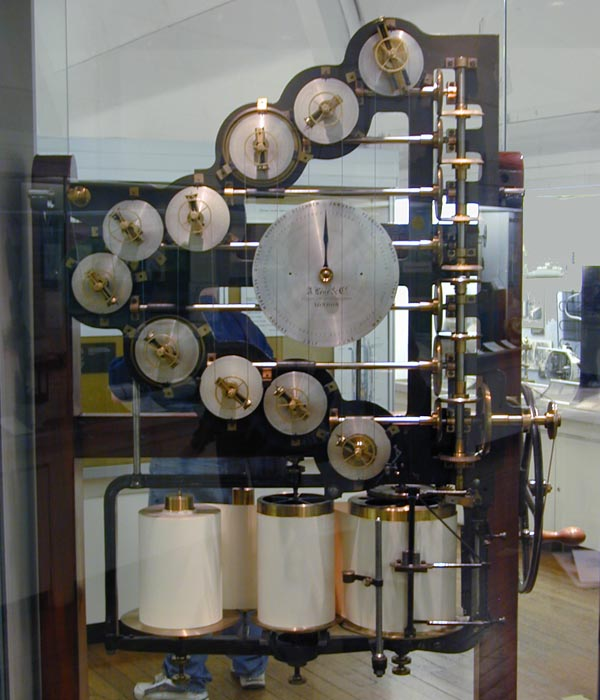
톰슨의 조수 예측 기계

1862년, 톰슨은 푸리에 급수를 이용한 구의 냉각 속도를 계산해, 지구의 연령이 수 천만 년, 길어도 4억년을 넘길 수는 없다고 결론 내렸다. 이것은 지구 전체가 고온용융 상태로부터 현재의 온도가 될 때까지의 시간을 요구한 것이었다. 그러나 이 논문은 지구가 존재하고 나서는 식기만 한다고 전제했다. 방사성 원소의 붕괴열을 고려하지 않았기 때문에, 후에 어니스트 러더퍼드에 의해서 계산된 올바른 값에서 크게 어긋나 있었다.
1863년에 톰슨은, 지구의 형상이 태양이나 달의 조석력에 의해서 변형하고 있는 것(지구 조석)을 이용해 지구의 강도를 구했다.

### 대서양 횡단 케이블

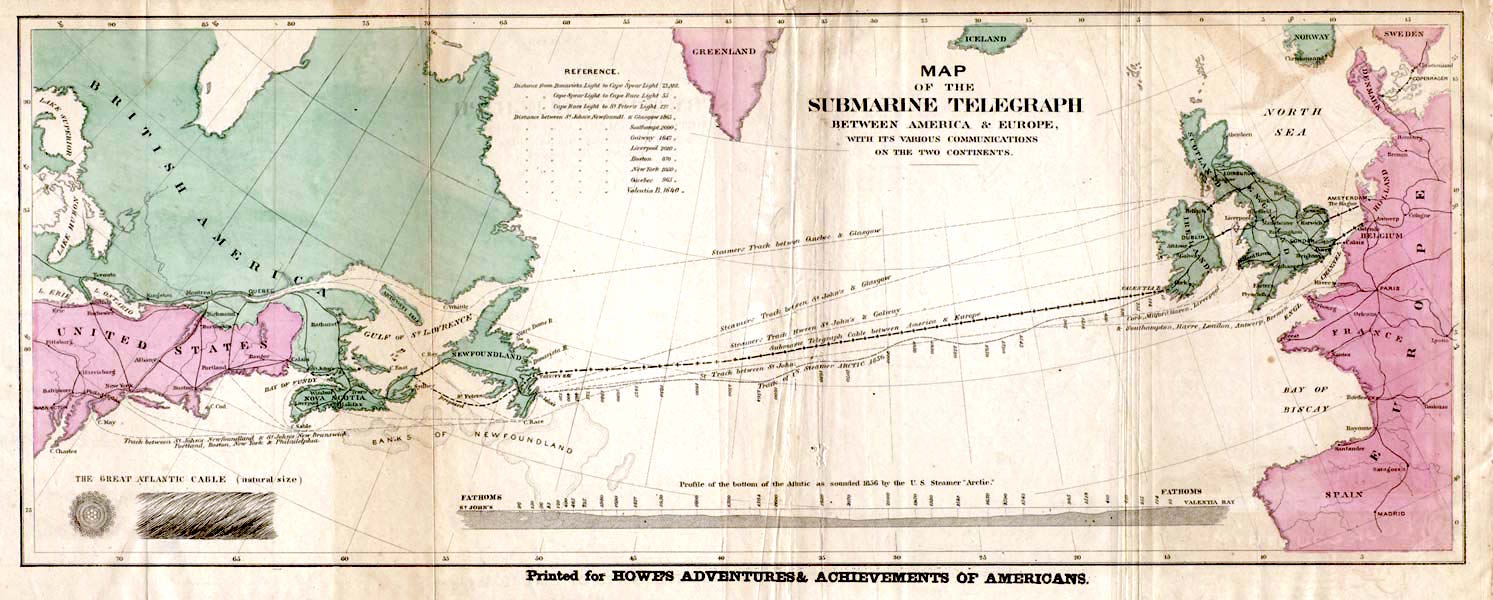
대서양 횡단 케이블의 지도

1854년, 마이클 패러데이가 해저 케이블로 가는 전신 신호가 늦는 것을 공표해, 거기에 흥미를 가졌다. 1855년 5월, "대서양 횡단 케이블의 신호가 늦어지는 시간은 길이의 제곱에 비례해 증가한다(제곱법칙)."를 왕립 협회에 보고했고 곧 공개되어 5월 왕립학회에서는, 패러데이나 윌리엄 톰슨 등에 의해서 대서양 횡단 케이블의 전기적 특성이 검토되었다.
1856년에 대서양 전신 회사가 설립되어 대서양 횡단 케이블 부설 사업에 수학자로서 채용되었지만, 회사의 방침과 다른 견해를 가져 해고되었다. 그러나 다시 무급의 조언자로서 이 계획에 참가했다.
1857년에서 1858년까지 대서양 횡단 해저 전신 케이블 부설 때는 무급의 조언자로서 케이블 부설선에 승선해 해저 케이블 부설의 기술적 지도를 했고, 고감도의 거울검류계를 개발해, 1858년에 전신을 수신하는 것에 성공했다. 1859년 12월 영국 정부는 대서양 횡단 해저 케이블 실패에 대해서 조사위원회를 설립했고, 켈빈은 그 위원으로서 참가해 케이블의 전기적인 특성에 대해 연구했다. 이 시기 톰슨의 공로로 전기의 기본인 도체나 절연에 관한 기술이 확립되었다.
1866년 11월에는 대서양 횡단 해저 전신 케이블 성공의 공적으로 기사작위(Knight Bachelor)가 주어졌다.

## 틀렸음이 입증된 발언들
1) 그는 X선을 부정하였다. 하지만 뢴트겐이 X선의 존재를 증명하면서 그는 X선을 인정하였다. 1896년에 그는 자신의 손을 X선으로 촬영하였다.
2) 1898년 그는 400~500년 후에 지구의 산소가 고갈될 것이라고 예측하였다. 그의 계산 과정은 다음과 같다.
'현재 남아있는 산소량은 약 10억 톤이다. 1톤의 석탄을 연소시키면 3톤의 산소가 사라진다. 즉 3억 톤의 석탄을 연소시키면 모든 산소가 사라져서 지구 상의 모든 생물은 멸종될 것이다. 지구의 인구는 15억이므로 1인당 20만 톤을 연소시키면 지구의 산소가 모두 사라진다. 지금의 속도라면 500년 후에 인류가 산소 부족으로 멸망할 것이다.'

하지만 그는 이 계산 과정에서 광합성만이 산소의 공급원이라고 가정하였고, 산소의 순환을 계산에 넣지 못했다.
3) 그 외에도 그는 원자의 존재를 부정하거나, 다윈의 이론을 부정하거나, 지구의 나이를 잘못 계산하거나, 러더퍼드의 방사성, 맥스웰의 전자기현상을 부정하는 등 실수가 적지 않았다.

### 부정적인 견해
켈빈은 "당신의 연구가 수학적 수치화로 입증 하지 못한다면, 당신의 지식은 무언가 부족하고 만족스럽지 못한것"이라고 발언했다.
그는 자신의 연구를 전통적인 수학적 개념으로 입각하여 측량하고 입증하는데 몰두했다. (수량화숭상)
그는 다양한 주제에 수많은 업적을 남기기도 했지만, 그가 가진 특허에 권리를 보호하는데도 재발랐다.
심지어 그 당시 최신 원양 정기선에 사용되던 회전 나침반에 대한 기본 특허를 지고 있었고, 특허권 사용료를
제대로 내는지 선박을 꼼꼼히 확인하고 다녔다고 한다. 특허는 곧 부와 연결됨을 아는 학자였다.
그 당시 부와 명예, 업적 또한 많이 남겼음에도, 오늘날 지성인으로써의 명성은 얻지 못했다.

## 수상과 명예
| 연도 | 수상과 명예 |
| ---- | --- |
| 1847 | 에든버러 왕립학회의 회원 |
| 1851 | 스웨덴 과학 아카데미의 외국인 회원 |
| 1851 | 왕립학회 회원 |
| 1856 | 왕립학회 로열 메달 |
| 1864 | 케이스 메달 |
| 1866 | Knight Bachelor(기사작위) 서임 |
| 1873 | 에든버러 왕립학회장(1873~1878, 1886~1890, 1895~1907)                                                                                               |
| 1873 | 제국 장미 사령관 훈장 (브라질) |
| 1881 | 레지옹 도뇌르 훈장 코망되르 (프랑스) |
| 1884 | 푸어 르 메리트 훈장 (프로이센) |
| 1887 | 거닝 빅토리아 쥬빌리 상 |
| 1889 | 레지옹 도뇌르 훈장 그랑도피시에 |
| 1890 | 왕립학회 회장 (1890-1895) |
| 1890 | 레오폴드 훈장 커맨더 (벨기에) |
| 1892 | 남작으로 승작(에어셔 라르그의 켈빈 남작) 글래스고 대학교에 흐르던 켈빈 강의 이름을 땄다. 친인척이 없었기 때문에, 작위는 그의 사망과 함께 소멸됐다. |
| 1896 | 로열 빅토리아 훈장 1등급 |
| 1901 | 서보장 1등급 (일본) |
| 1902 | 메리트 훈장(Order of Merit, OM), 첫 번째 수훈자 중 한명으로 기록                                                                                   |
| 1902 | 추밀원 위원 |
| 1907 | 웨스트민스터 사원 아이작 뉴턴의 옆에 묻힘 |

- 1971년에는 20파운드 지폐에, 현재는 100파운드 지폐에 삽입된 인물이다. 조정 컴퍼스를 들고 있는 모습이고, 뒷면은 대서양 횡단 케이블의 모습이 있다.

- 애리조나의 켈빈 마을은 그의 이름을 딴 것이다. 윌리엄 톰슨은 이 지역의 광산 개발에 큰 투자를 했다.

## 문장

윌리엄 톰슨의 문장

문장의 모토: 두려움 없는 정직함.

## 같이 보기
- 켈빈 검출
- 켈빈 방정식
- 톰슨 효과
- 켈빈(온도 단위)
- 톰슨의 원리
- 마이클 패러데이
- 제임스 클러크 맥스웰
- 니콜라 레오나르 사디 카르노
- 제임스 프레스콧 줄
- 조지 가브리엘 스톡스